# Kim Ik-jong
Kim Ik-jong (kor. 김익종; ur. 10 maja 1941 w Gangjin) – południowokoreański zapaśnik walczący w stylu klasycznym. Dwukrotny olimpijczyk. Zajął czternaste miejsce w Tokio 1964 i dziewiąte w Meksyku 1968. Walczył w kategorii 63–70 kg.

## Letnie Igrzyska Olimpijskie 1964
| Konkurencja          | Rundy eliminacyjne      | Rundy eliminacyjne      | Klas. końcowa |
| Konkurencja          | Przeciwnik I            | Przeciwnik II           | Miejsce       |
| -------------------- | ----------------------- | ----------------------- | ------------- |
| 70 kg styl klasyczny | Dimitrios Sawas (GRE) P | Valeriu Bularca (ROU) P | 14.           |

## Letnie Igrzyska Olimpijskie 1968
| Konkurencja          | Rundy eliminacyjne        | Rundy eliminacyjne     | Rundy eliminacyjne     | Klas. końcowa |
| Konkurencja          | Przeciwnik I              | Przeciwnik II          | Przeciwnik III         | Miejsce       |
| -------------------- | ------------------------- | ---------------------- | ---------------------- | ------------- |
| 63 kg styl klasyczny | Sreten Damjanović (JUG) R | Rahhal Mahasin (MAR) Z | Jim Hazewinkel (USA) P | 9.            |